# Truismes
Pour les articles homonymes, voir Truismes (œuvre de Jenny Holzer).
Pour l’article ayant un titre homophone, voir Truisme.
Truismes est un court roman de l'écrivaine française Marie Darrieussecq publié en 1996, chez P.O.L. Il s'agit du premier livre de l'autrice. Ce roman a connu un grand succès et a été traduit dans plus de quarante pays.

## Résumé
Le roman se noue autour d'un thème principal, la transformation progressive de la narratrice, d'abord humaine, en truie. Très naïve, la narratrice est embauchée dans une parfumerie de Paris où elle est exploitée sexuellement par son directeur et par ses clients. Sa transformation débute avec l'apparition de rondeurs appétissantes autour de son corps qui la rendent d'abord de plus en plus attractive. Mais la métamorphose va crescendo et elle se transforme totalement en cochon alors que la société change pour le pire avec l'apparition d'une dictature, puis de la guerre. Elle parvient plus ou moins à contrôler ses transformations et réussit à alterner entre forme humaine et porcine. Puis, elle tombe amoureuse d'un loup-garou, souffrant peu ou prou des mêmes problèmes qu'elle, mais celui-ci sera tué par la SPA. La narratrice se tourne ensuite vers sa mère, gérante d'un abattoir. En remarquant que celle-ci n'en veut qu'à son argent et à sa viande, la narratrice la tue et s'exile dans la forêt, y vivant sous forme presque exclusivement porcine, dont elle n'émerge que pour nous écrire son histoire.

## Analyse
Dans une veine semi-fantastique, une critique latente de la politique et du statut d'une femme dans la société émerge du récit. La narratrice se voit à travers un corps féminin sociologique (connoté). Le conflit psychique vécu par elle démontre la fragilité d'une femme qui se croyait ainsi sans bien comprendre ce qu'elle est réellement. Une émancipation s'opère à travers la transformation, et se révèle par l'acte final de la narratrice à l'encontre de son ancien directeur et surtout de sa mère. Ce roman renouvelle le questionnement autour du corps féminin et ce que veut dire être femme.[réf. nécessaire]

## Réception critique
Le livre est accueilli très favorablement par certains critiques comme Jérôme Garcin qui salue un roman dont « l'originalité donne un plaisant vertige ». Par la suite, la critique sera moins laudative. Son succès est analysé en tant que « fabrique » d'un événement littéraire. L'écrivain Pierre Jourde parle en évoquant le roman de « colossale finesse ».

## Édition
- Éditeur P.O.L. en 1996  (ISBN 2867445299), réédité plusieurs fois  (ISBN 978-2070403073)